# Gypsophila festucifolia
Gypsophila festucifolia là loài thực vật có hoa thuộc họ Cẩm chướng. Loài này được Hub.-Mor. mô tả khoa học đầu tiên năm 1963.